# We believe in Magic Vol.2
『We believe in Magic Vol.2』（ウィ ビリーブ イン マジック ボリューム2）は、チューリップのセルフカバー・アルバム。1997年7月24日発売。

## 解説
再結成後、第2弾となるアルバム。
セルフカバーが大半だったVol.1に対し、本作ではセルフカバー6曲と新曲が4曲収録されている。
Vol.1と同様、リメイクによる楽曲の生まれ変わりに成功し、また、新曲は往年のポップさを持っていることで、当初一年限りの予定だった再結成をより鮮やかなものにしている。
歌詞ブックレットでは、メンバー5人がもし生まれ変われるならなりたいものに扮したコスプレをしているほか、アルバム『ぼくがつくった愛のうた』をオマージュした四角い目玉焼きの写真が掲載されている。

## 収録曲
1. シェア
  - 作詞／作曲：財津和夫　編曲：チューリップ　ボーカル：財津和夫
  - 新曲。先行シングルとして発売された楽曲。
2. 笑顔で
  - 作詞：安部俊幸／作曲：姫野達也　編曲：チューリップ　ボーカル：姫野達也
  - 新曲。姫野は、聴く人が手拍子をして一緒に歌いたくなるような曲にしようと作り、ビートルズ的なエッセンスもちりばめたと語っている。
  - 安部は、一度きりの再結成のつもりだったため、ツアー終了後の別れ、そしてチューリップのメンバーへの惜別の挨拶として作ったと語っている。
3. ひとつの道
  - 作詞：財津和夫／作曲：姫野達也　編曲：チューリップ　ボーカル：姫野達也
  - 新曲。シングル『シェア』のカップリング曲。
  - 定番のひとつでもあった作詞が財津、作曲が姫野の組み合わせで制作された楽曲だが、この組み合わせで書かれた楽曲は再結成後としてはこの曲のみである。
4. 魔法の黄色い靴
  - 作詞／作曲：財津和夫　編曲：チューリップ　ボーカル：財津和夫
  - 財津が担当していたラジオ番組「財津和夫の人生ゲーム21」のオープニング、エンディング曲として、番組開始から終了までこのバージョンが使用された。
5. 心の旅
  - 作詞／作曲：財津和夫　編曲：チューリップ　ボーカル：姫野達也
  - 2006年にこのバージョンをリミックスしたバージョンが両A面シングルとして発売された。
6. 青春の影
  - 作詞／作曲：財津和夫　編曲：チューリップ　ボーカル：財津和夫
  - 2006年にこのバージョンをリミックスしたバージョンが両A面シングルとして発売された。
7. 千鳥橋渋滞
  - 作詞：安部俊幸／作曲：姫野達也　編曲：チューリップ　ボーカル：姫野達也
8. VOLUME・10
  - 作詞／作曲：宮城伸一郎　編曲：チューリップ　ボーカル：宮城伸一郎
9. 私のアイドル
  - 作詞／作曲：財津和夫　編曲：チューリップ　ボーカル：財津和夫
10. 再会の日
  - 作詞／作曲：財津和夫　編曲：チューリップ　ボーカル：財津和夫
  - 新曲。再結成を意識して制作された楽曲で、ライブ・ヴァージョンがシングル『この愛は忘れていいよ』に収録された。

## クレジット
All Songs Performed & Arranged By TULIP
Produced By KOHJI MIKAMI(VICTOR)
Recorded At Little Bach Studio, Sound Dail, Victor Aoyama Studio.
Wonder Station Studio, Flamingo Studio, Free Studio, Cherry Island Studio
Recording Engineer：TORU ABE, MASASHI YOSHIKUNI
Mastering Engineer：HIROSHI KAWASAKI
Promotor：YUICHI MIYAKE(VICTOR)
Artist Management：TOSHIYA OBARA(WAR GAME), SHOKO TAKADA(CRICKET)
Musical Instruments Supporter：SHINJI SUGIYAMA, HIROSHI MIURA(Field Gear)

Art Direction：TAKUYA OHNO (RAG TIME)
Design：ATSUSHI IWATANI, TOSHIYUKI TAKAHASHI, AKIO IMAI(RAG TIME)
Cover Illustration：MUTSURU ONODERA
Photograph：KAORI SUZUKI, TOHRU MORODA, TAKEO OGISO
Stylist：AMI SAGARA
Copy：MIKA SASAKI
Hair & Make-up：SHINOBU ATSUTA
Editorial Coordination：KENJI NAKAO, EIKO SUZUKI(VICTOR)

Special Thanks To： KORG, SHECTER, YAIRI, SATORU OHISHI, NISHIJIMAMBO, Mr.TAKE(ICHIKOKU), YAMAHA SHINKO MUSIC, TOSHIBA EMI, EIJI OKADA, TAKASHI SHOMOTO, MASANOBU KENEKO(H.P.O), MAYU TAMAKI, YASUSHI FUJIMOTO, Mr.AOYAGI(SHIMOKURA-GAKKI)

Thanks To：Mr.Arai

Supervisor：HIROAKI KANEKO, SHOICHI KUSANO, KAZUNAGA NITTA, MAMORU MURAKAMI
Executive Producer：KOHJI ONO(WAR GAME), HISAHIKO IIDA(VICTOR)

We Express Our Gratitude To：TAKASUKE KIDA, NOZOMI AOKI, HIROYUKI ISHIZUKA, YUTAKA TOYAMA, JIN SAITO, YOICHI SHIMADA, SHINRARO ITOH, SYS MUSICIANS